# Serra Riccò
Serra Riccò (en ligur Særa) és un comune italià que consta de molts nuclis de població, situat a la regió de la Ligúria i a la ciutat metropolitana de Gènova. El 2011 tenia 7.946 habitants. La seu de l'ajuntament es troba a Pedemonte.

## Geografia
Situat a la vall Polcevera, al nord de Gènova, el territori és força muntanyós. Té una superfície de 26,2 km² i les frazioni de Castagna, Mainetto, Orero, Pedemonte (seu de l'ajuntament), Prelo, San Cipriano, Serra i Valleregia. Limita amb les comunes de Casella, Gènova, Mignanego, Montoggio, Sant'Olcese i Savignone.